# Schloss Thammenhain

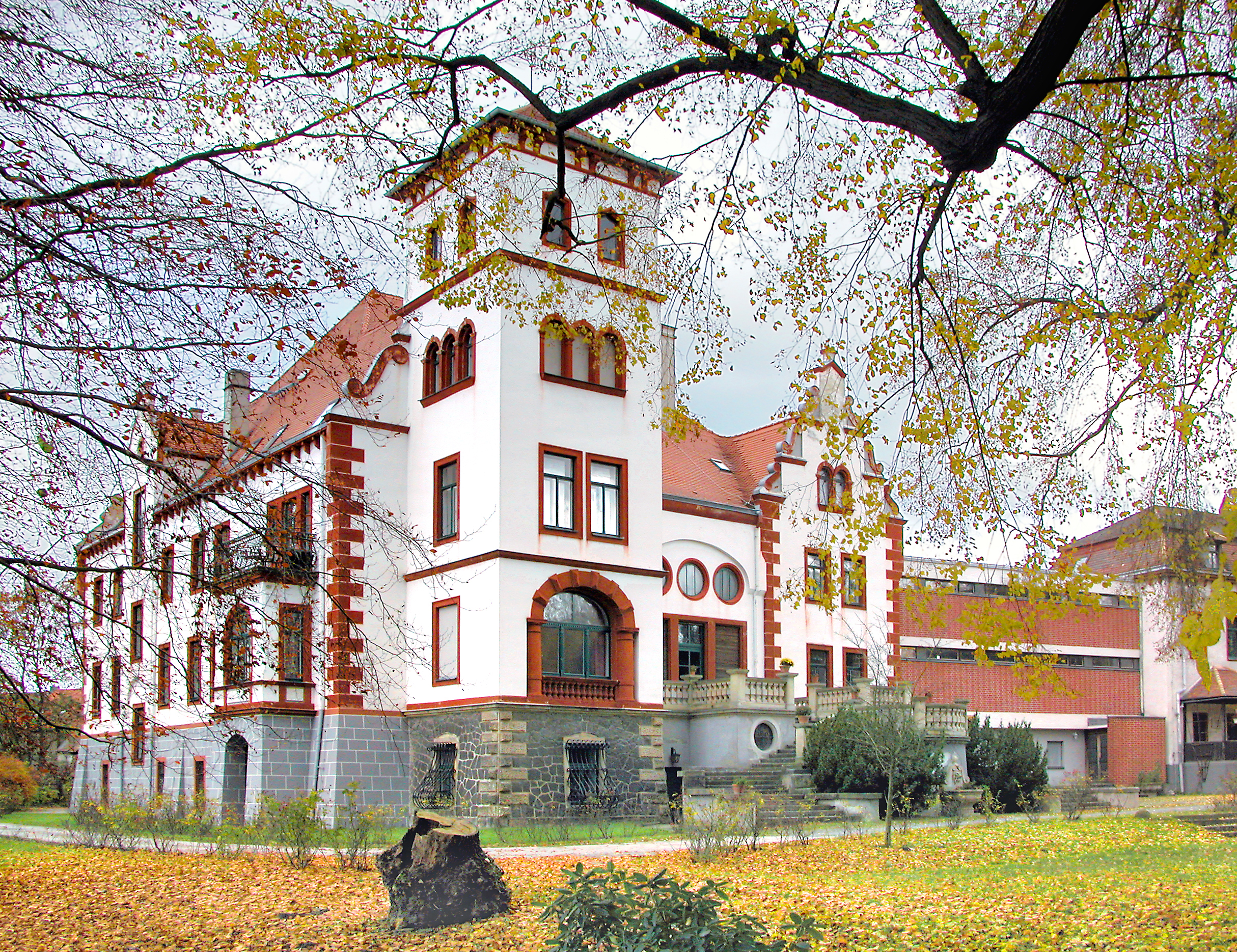
Schloss Thammenhain von Südwesten (2007)

Schloss Thammenhain ist ein Herrenhaus im Stil der Neorenaissance in Thammenhain, einem Ortsteil der Gemeinde Lossatal im Landkreis Leipzig in Sachsen. Es befindet sich in Privatbesitz und steht unter Denkmalschutz.

## Lage
Das Schloss liegt im Süden von Thammenhain mit der Adresse Am Wildpark 4. Außer nach Osten, wo sich das ehemalige zugehörige Gutsgelände befindet, ist es nach drei Seiten von einem öffentlich zugänglichen Park umgeben. In diesem befinden sich zwei Teiche, der Schwan- und der Wiesenteich, die beide vom Thammenhainer Bach durchflossen werden. Nahe dem Nordende des Parks steht eine ca. 300 Jahre alte, unter Naturschutz stehende Eiche.

## Geschichte

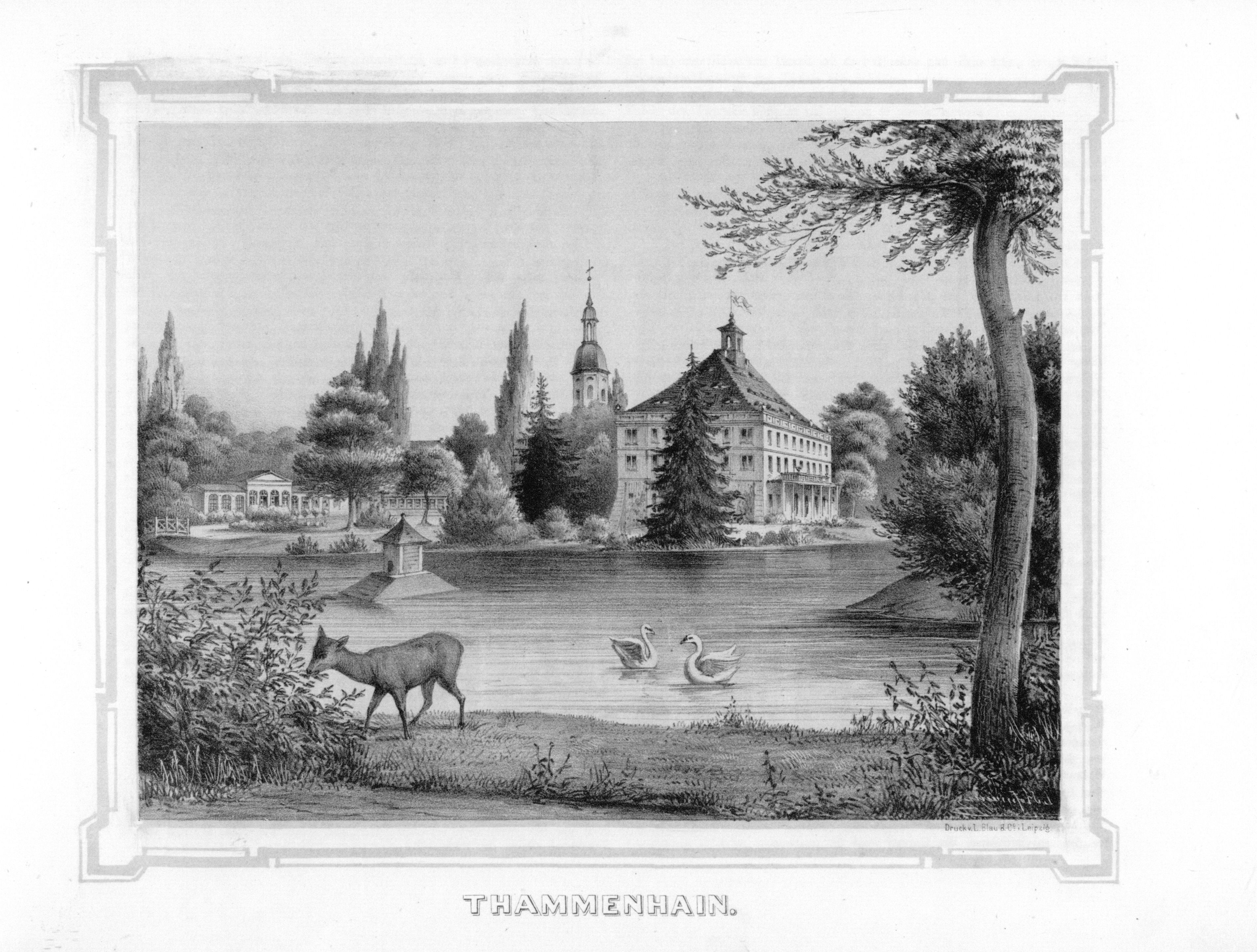
Schloss mit Schwanteich, ehemaliger Schlosskirche und Orangerie (um 1860)

Die ältesten Bauteile im Keller von Schloss Thammenhain datieren aus dem Jahre 1480, damals ein Rittergut mit einem als Wasserburg gestalteten Herrenhaus und mit in der Folgezeit häufig wechselnden Besitzern. Einer von ihnen war Hans von Lindenau (1541–1598), der 1569 eine zum Gut gehörige Kirche erbauen ließ, die 1713 als sogenannte Hof- oder Schlosskirche mit barocker Turmhaube neuerrichtet und 1948 abgerissen wurde.
1666 kam das Gut Thammenhain in den Besitz der Familie von Schönberg und blieb es bis 1945. In den 1730er Jahren entstanden die Orangerie und der Barockgarten. Um 1800 wurden die Gräben verfüllt, die die ehemalige Wasserburg umgaben. 1850 wurde das Haus um eine Etage aufgestockt und ein Dachreiter platziert. Schließlich erfolgten 1890/1891 durch den Hannoveraner Architekten Adolf Leyen Umbauten zur heutigen Gestalt. Es entstanden die Volutengiebel, die Terrasse und der Turm sowie durch die Firma Franz Schneider aus Leipzig die Ausstattung des Festsaals.
Nach dem Zweiten Weltkrieg wurde die Familie von Schönberg enteignet, und in das Schloss zog ein aus der schlesischen Stadt Glatz vertriebenes, von borromäischen Schwestern geleitetes Kinderheim ein. Besitzer wurde das Bistum Meißen. 1970 übernahm die Caritas und richtete ein Altenheim ein. Nachdem das Altenheim im Jahre 2000 in neue Gebäude in Wurzen umgezogen war, konnte der Enkel des letzten Eigentümers und damalige Richter am Bundesfinanzgericht Rüdiger von Schönberg (* 1940) unter Mithilfe seiner Geschwister sein Elternhaus und Teile des Grundbesitzes zurückerwerben. Er bewohnt mit seiner Familie das Schloss und vermietet Räume für Veranstaltungen und an Feriengäste.

## Beschreibung

### Gebäude
Schloss Thammenhain ist ein zweigeschossiges Gebäude mit Putzfassade auf einem hohen Sockelgeschoss. Die nahezu quadratische Grundfläche besitzt eine Kantenlänge von etwa 25 Metern. An den Rändern der Nord- und der Südseite treten je zwei sehr flache Risalite mit Eckquaderung und Volutengiebeln leicht hervor. Die sich gegenüber liegenden Giebel sind durch je ein Satteldach verbunden, während der Mittelteil ein Walmdach ist. Dadurch entsteht eine H-förmige Dachstruktur. Dem südwestlichen Giebel ist ein viergeschossiger quadratischer Turm mit einem Pyramidendach vorgestellt (bis 1970 mit barocker Haube und Laterne). Ihm schließt sich über die restliche Gebäudebreite eine großzügige Terrasse mit Sandsteinbalustrade und Freitreppe an.

### Innenräume
Auf die Terrasse gelangt man aus dem größten Raum des Hauses, dem über zwei Stockwerke reichenden Festsaal mit Kamin und einer über drei Seiten umlaufenden Ahnengalerie sowie drei Rundfenstern. Hier wie in zahlreichen Zimmern ist noch die historische Ausstattung vorhanden. Im Kellergeschoss findet sich Gewölbe aus der Frühzeit des Hauses. Vom Schloss führt ein moderner Verbindungsbau von 1979/80, der Kapellenbau, zum benachbarten ehemaligen Lehnsgericht. Er enthält die für die damaligen Bewohner des Altenheims eingerichtete schlichte Schlosskapelle mit einem Gemälde, auf dem zehn Kreuzwegstationen zusammengefasst sind.
Cornelius Gurlitt beschrieb 1898 das Schloss nur kurz, beschrieb aber ausführlich die „ansehnliche Sammlung“ von Familienbildern, die das Schloss enthielt und stellte die Originalgemälde vor. Die Sammlung geht zurück auf den damaligen Besitzer Ferdinand Caspar Adolph Dam von Schönberg, der das Schloss 1890/91 im Stil der Neorennaissance umbauen ließ. Dabei entstand der über zwei Etagen reichende Festsaal mit einer prachtvollen Vertäfelung aus Eichenholz der Firma des Leipziger Holzbildhauers Franz Schneider. Den oberen Bereich bildete eine in die Wandverkleidung integrierte imposante Bildergalerie mit 30 Bildnissen von historischen Personen der Familie von Schönberg in Zierrahmen unterschiedlicher Größe, begehbar durch eine davor verlaufende, dreiseitige Galerie. Die Porträts stammten zum großen Teil aus dem Schloss Börnichen bei Oederan. Nach der Enteignung der Familie 1945 entfernte man im Rahmen der sogenannten Schlossbergung die Gemälde und andere Ausstattungstücke und riss sie damit aus ihrem Zusammenhang. Erst nach dem Erwerb des Schlosses durch den Enkel des enteigneten Eigentümers im Jahr 2000 und der Restitution von 27 Porträts aus dem Besitz der Staatlichen Kunstsammlungen Dresden konnte die Ahnengalerie wieder mit Bildern bestückt werden, jedoch unvollständig (nicht alle Bilder sind nach Thammenhain zurückgekehrt). 2016 konnte eine detaillierte Bestandserfassung aller Porträts der Galerie durchgeführt werden. Dabei wurden die Gemälde wieder ihren Plätzen zugeordnet und ihr Erhaltungszustand dokumentiert.

## Galerie

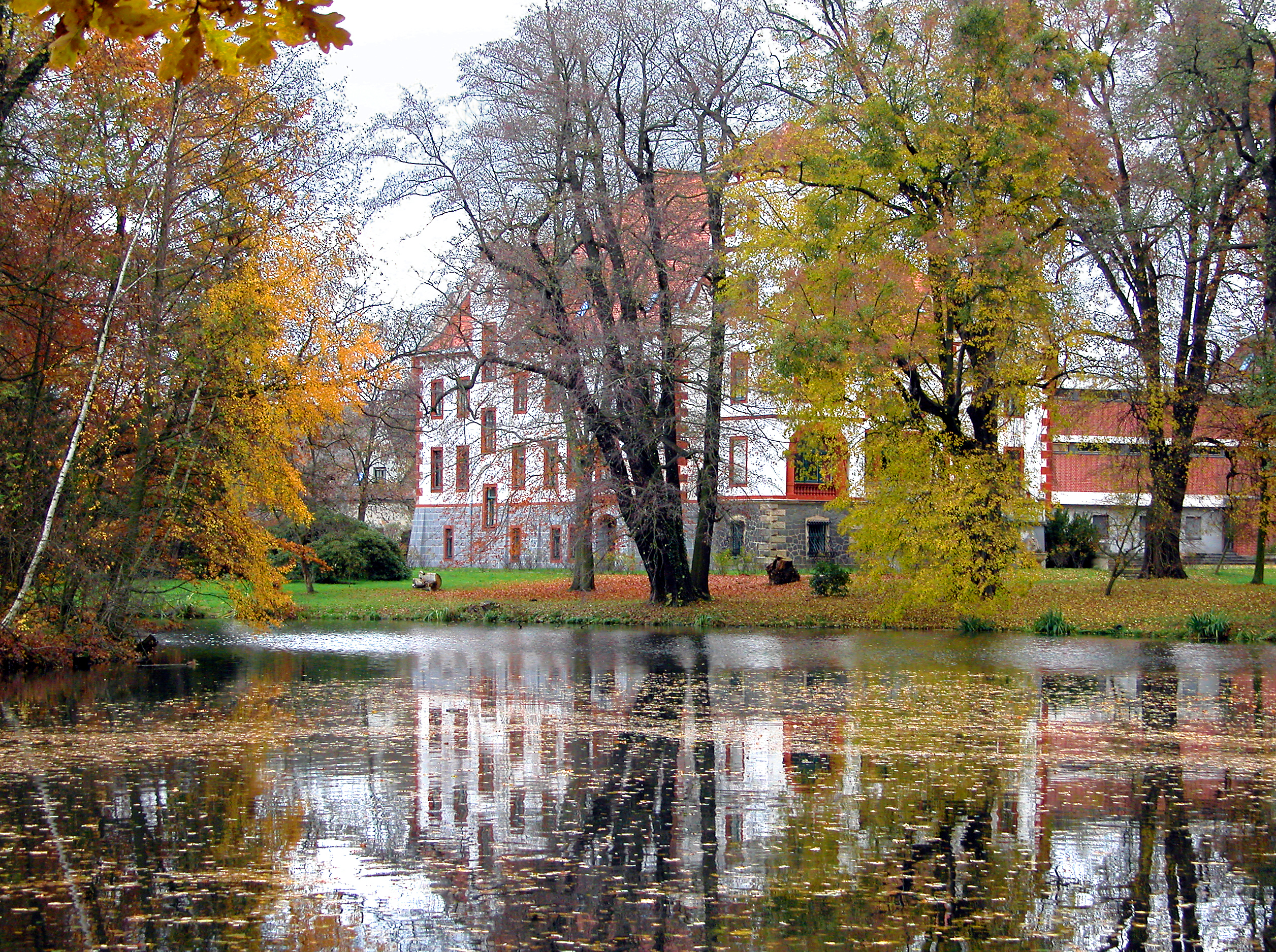
Über den Schwanteich
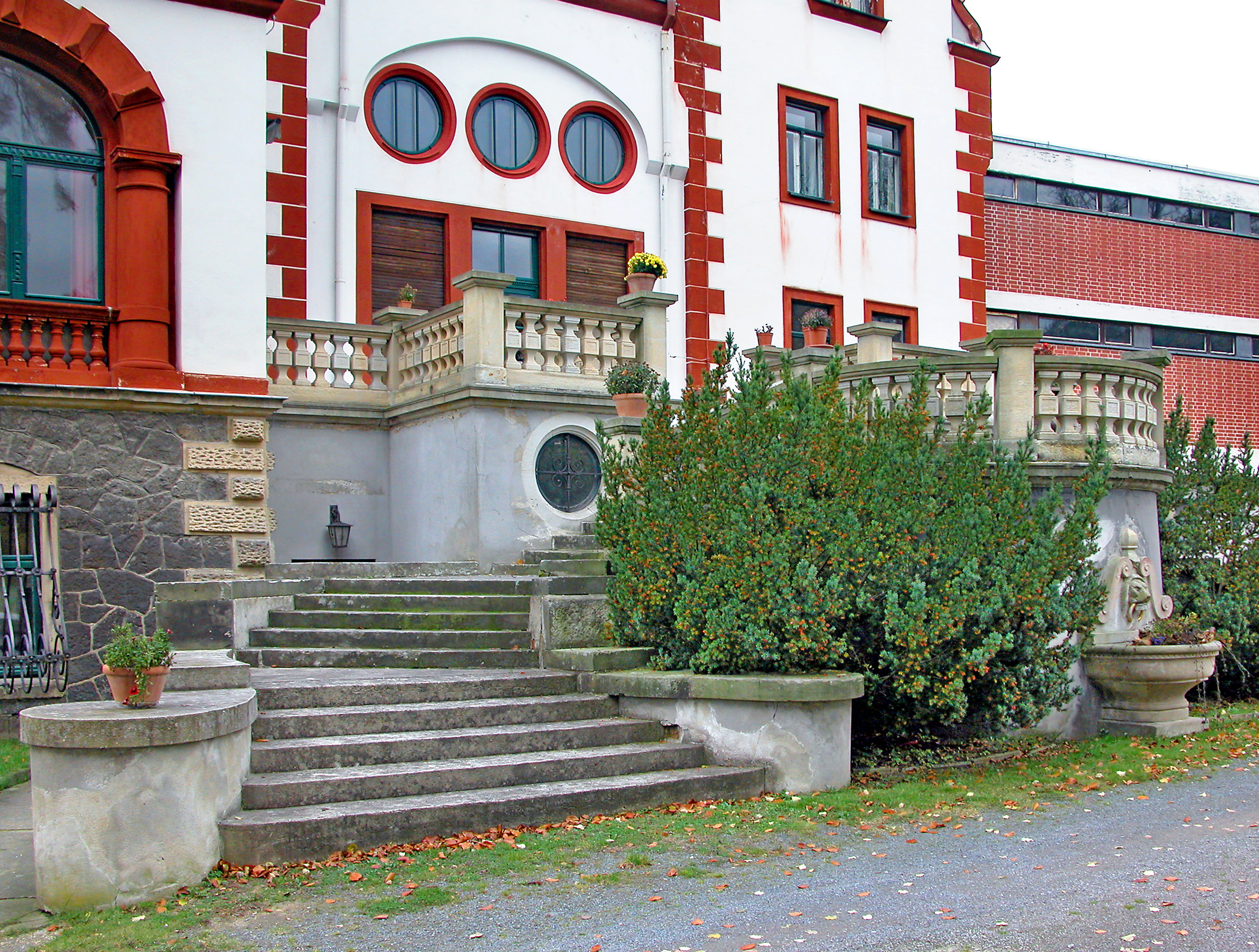
Terrasse
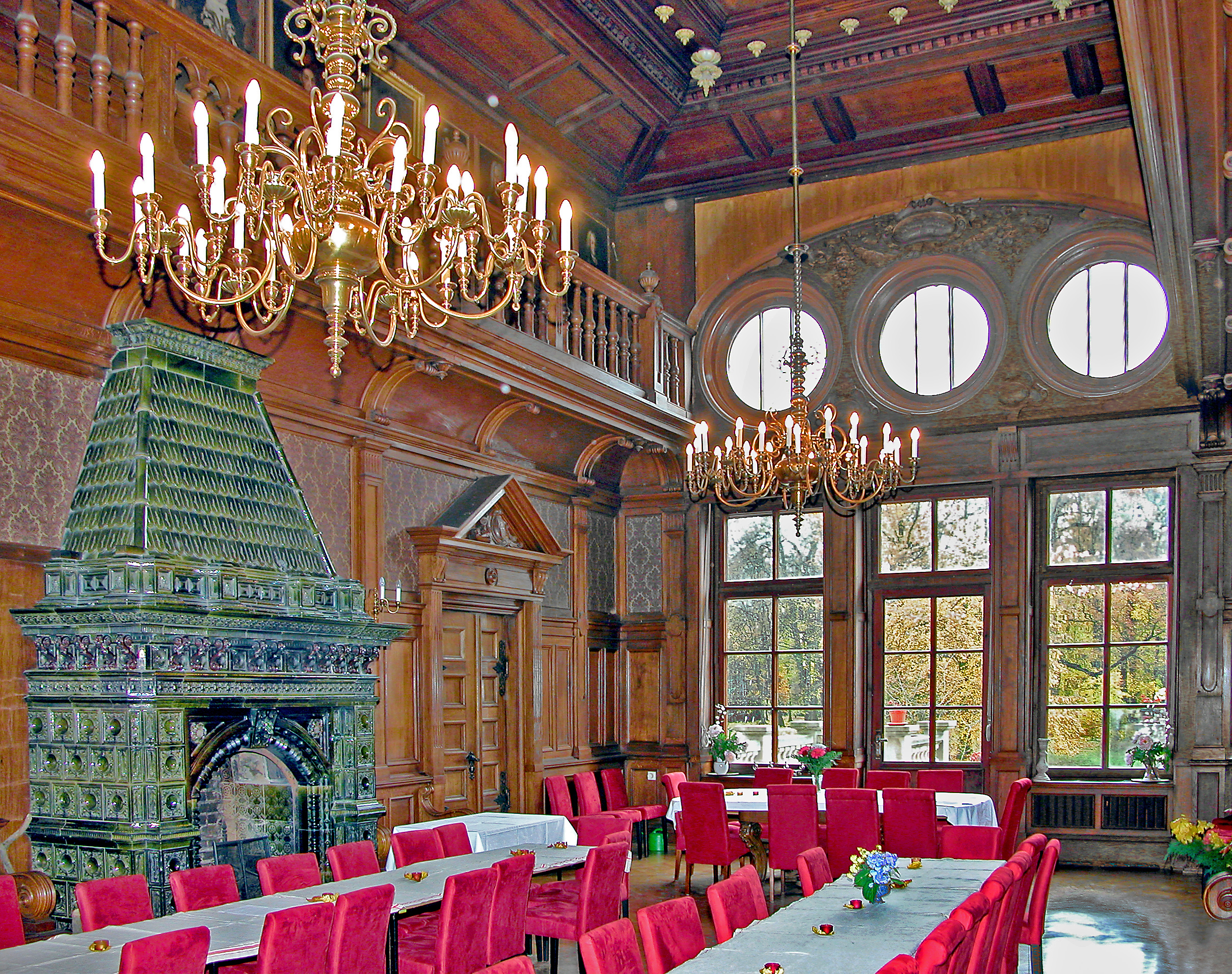
Festsaal
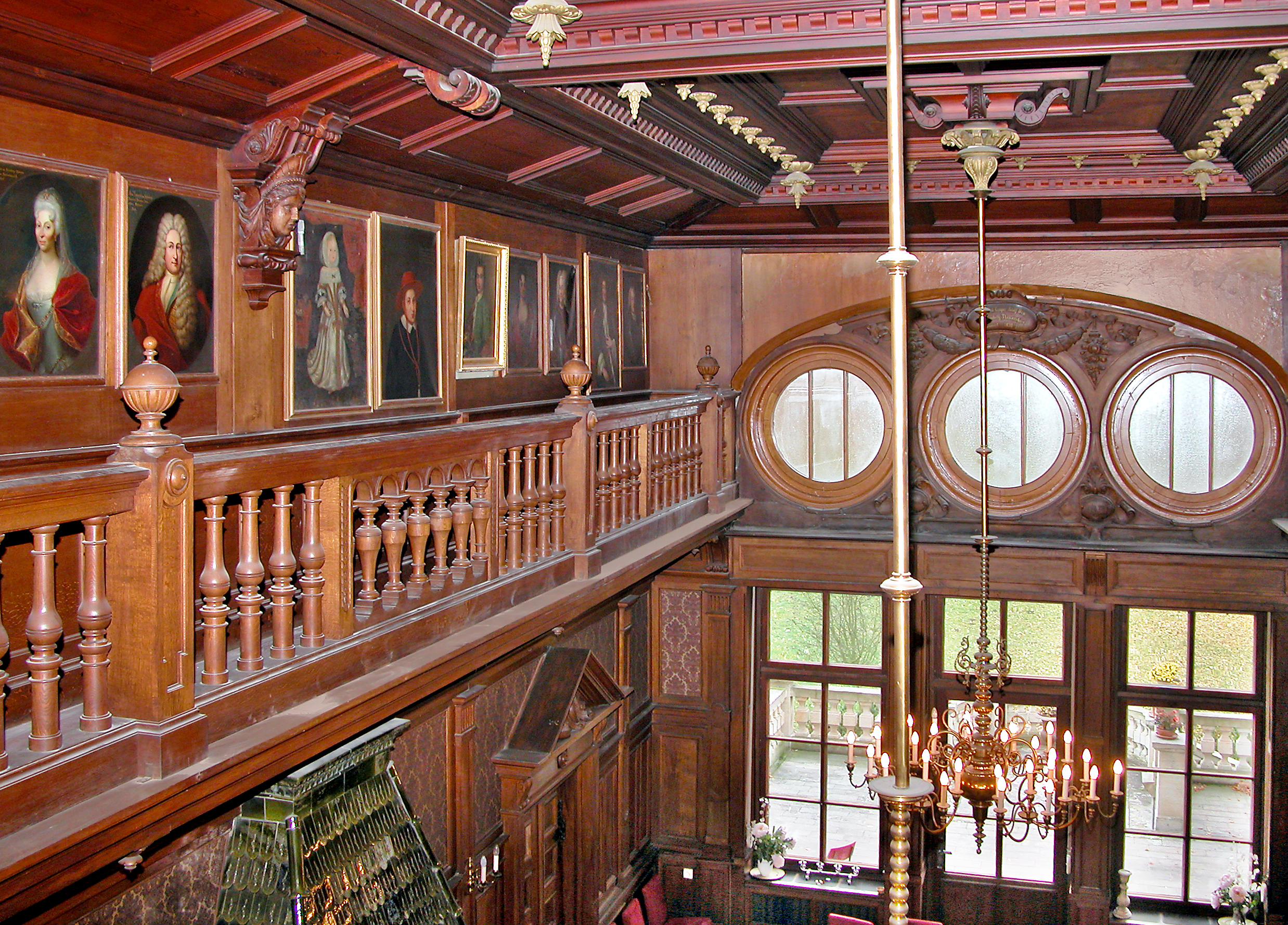
Ahnengalerie
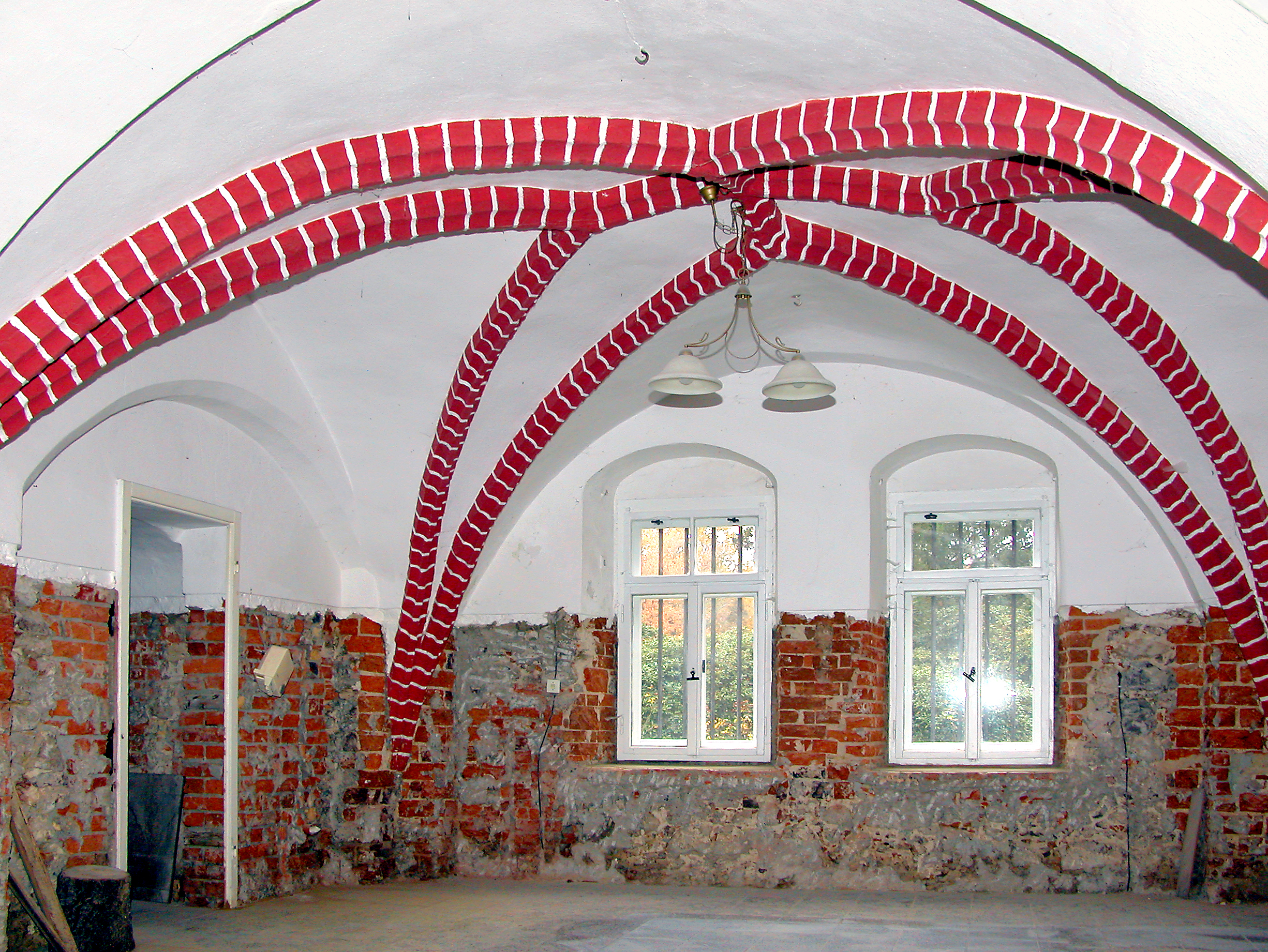
Kellergewölbe
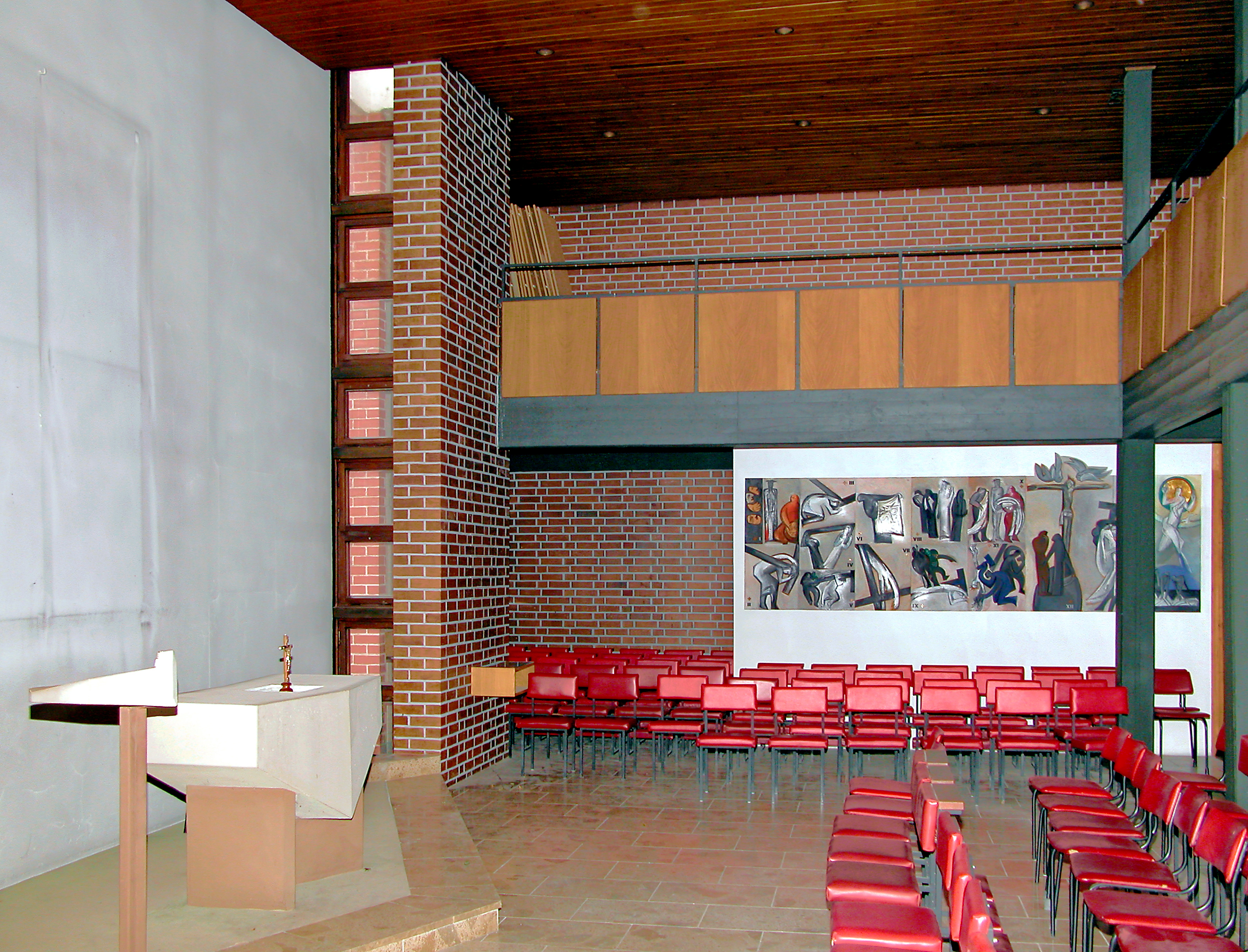
Schlosskapelle mit Kreuzweg